# Organització militar del Virregnat del Riu de la Plata
Durant l'existència del Virregnat del Riu de la Plata, la monarquia espanyola hi va mantenir escasses forces militars professionals (veteranes). Convocava milicians per a suplir l'escassedat quan les circumstàncies ho requerien. Arran de les Invasions Angleses del 1806 i 1807, les milícies urbanes de Buenos Aires van ser organitzades de forma permanent i semiprofessional, donant origen a les unitats militars que després de la Revolució de Maig del 1810 van formar els primers exèrcits de les Províncies Unides del Riu de la Plata. En el cas de Montevideo van donar lloc a unitats que es van mantenir sota bandera reialista fins a la caiguda de la ciutat el 1814. Mitjançant la continuïtat històrica algunes d'aquestes unitats van seguir existint a la República Argentina i també a la República Oriental de l'Uruguai.

## Autoritats Militars del Virregnat
El virrei era el representant local del Rei d'Espanya i com a Capità General era el comandant de totes les forces militars de terra i mar del virregnat.
Des de la implementació de les intendències el 1784, els governadors intendents provincials van rebre la causa de guerra com a part de les seves atribucions de govern, quedant al comandament de les forces militars de la seva jurisdicció. Si el governador no era un militar, només li corresponien els assumptes d'intendència o hisenda militar, com per exemple, el pagament dels sous, delegant el comandament a un comandant. Des del 1784 van existir les governacions d'intendències de: Còrdova del Tucumán, Salta del Tucumán, Paraguai, Potosí, Chuquisaca, Cochabamba, La Paz, Puno (fins al 1796), i Buenos aires. Totes elles sota el comandament militar del virrei i totes de nomenament reial.
Els governadors polítics i militars eren caps militars de designació reial que entre les seves atribucions exercien la causa de guerra en zones frontereres amb el Brasil Portuguès. Van existir: Montevideo, Moxos, Chiquitos (sota dependència militar del governador intendent de Cochabamba) i el de Misiones Guaranís, que des del 1806 el va exercir el governador intendent del Paraguai.
Una Reial Cèdula del 21 de febrer del 1783 va instituir al Riu de la Plata el càrrec de subinspector general del virregnat del Riu de la Plata i cap subaltern del virrei, denominat inicialment inspector general i les funcions del qual eren: Cuidar la disciplina de les tropes, informar sobre els mèrits dels oficials, passar revista a les unitats, preparar plans defensius i mantenir-se informat sobre el nombre d'unitats i els seus efectius. Era el segon cap militar del virregnat. El primer a ocupar aquest càrrec va ser el brigadier Antonio Olaguer Feliú. El 1797 el va substituir Rafael de Sobremonte, i el 1804 el va succeir Pedro de Arce fins que el virrei Cisneros el 1809 el va substituir per Bernardo Lecocq, qui va mantenir el càrrec en reconèixer a la Junta de Buenos Aires el 25 de maig del 1810. El 16 de juliol del 1810 el Consell de Regència d'Espanya i les Índies va nomenar a Gaspar de Vigodet al mateix moment que com a Governador de Montevideo, qui va arribar a aquesta ciutat el 7 d'octubre del 1810 i es va mantenir al càrrec fins a la rendició de la ciutat el 1814.
Els funcionaris civils que auxiliaven al virrei i el capità general en funcions eren: El secretari de la capitania general, que era al mateix temps el secretari del virregnat - càrrec similar al d'un ministre--, l'auditor de guerra, l'escrivà de guerra, el comtador d'exèrcit i el tresorer d'exèrcit.
El comandant general de la frontera estava a càrrec de la línia de defensa contra els indígenes. El de la frontera de Buenos Aires, era generalment també el comandant del Cos de Blandengues. Existien altres, tals com el de la frontera de Mendoza, el de la frontera de Còrdova i el de Tomina. Aquests comandants eren secundats pels mestres de camp que eren els caps de sectors de frontera a càrrec d'alguns fortins.
Als partits on es dividien les intendències, la causa de guerra estava a càrrec del comandant d'armes o comandant militar que comandava forces, generalment milicianes, que es trobaven a les ciutats, vil·les o llocs de certa importància. Complien funcions militars i de policia, i els incumbia l'organització de les milícies locals i la reunió de les cavallades. El càrrec era generalment exèrcit pels subdelegats de la Reial Hisenda dels Partits.
A les places militars importants van existir altres autoritats com el tinent del rei, creat a Buenos Aires el 1714 com a segon governador (després va desaparèixer) i el sergent major de la plaça que complien funcions subordinades als comandants i governadors.
Van existir altres autoritats militars transitòries, com el comandant general de la campanya de la banda septentrional del Riu de la Plata, funció que complia generalment el subinspector general, a qui se li ficava a càrrec de tots els comandants militars de la Banda Oriental. El Quarter Mestre General de l'Exèrcit en Campanya, tenia funcions de cap d'Estat Major.
Quan el virrei ho estimava convenient, o quan l'obligava el pla de defensa aprovat pel rei, es convocava a una junta de guerra, per a la qual el virrei designava un grup de caps, que havien d'estudiar i efectuar recomanacions sobre els assumptes que se'ls hi sotmetien a dictamen.
Tots els ascensos d'oficials militars eren de nomenament reial, el mateix que la comandància i l'estat major de les unitats veteranes i milicianes.

### Places militars
El 1803 existien les següents places militars al virregnat, cadascuna amb un estat major
- Buenos Aires (sergent major, tres ajudants majors i un ajudant d'ordres del virrei)
- Charcas (governador)
- Paraguay (governador)
- Potosí (governador)
- La Paz (governador)
- Cochabamba (governador)
- Córdoba del Tucumán (governador)
- Salta del Tucumán (governador)
- Moxos (governador)
- Chiquitos (governador)
- Santa Fe (comandant el tinent de governador
- Corrientes (comandant el tinent de governador)
- Misiones Guaraníes (governador i un sergent major)
- Maldonado (comandant)
- Fuerte de Santa Teresa (comandant)
- Colonia del Sacramento (comandant)
- Ensenada de Barragán (comandant)
- Carmen de Patagones (comandant)
- Illa i Presidi de Martín García (comandant)
- Illa i Presidi de la Soledad de Malvinas (comandant i un ministre)
- Santa Tecla (comandant, fins al 1801)

## Unitats Veteranes
Els oficials es formaven en els cossos veterans ingressant com a cadets. Havien de pertànyer a la noblesa o ser fills d'oficials (mínimament d'un capità) o net com a mínim d'un tinent coronel. Els soldats de la tropa eren generalment reclutats a Espanya, on servien durant vuit anys. Podien ser elegits en un sorteig realitzat a la seva província d'origen o ser voluntaris enganxats o reenganxats. Altres eren reclutats com a càstig en forma de deportació, aplicant-se el mateix sistema per als criolls sense ocupació coneguda. Els soldats veterans eren professionals que rebien un salari anomenat prest, s'aquarteraven (es tancaven al quarter) de forma permanent i tenien dedicació exclusiva a l'exèrcit.

### Regiments d'Espanya de guarnició al Riu de la Plata

#### En temps previs al virregnat
El 1725 van ser enviats a Buenos Aires dos-cents infants i dos-cents soldats de cavalleria, per a sumar-los als tres-cents vuitanta-nou soldats veterans de la guarnició. L'abril del 1729 van arribar a Montevideo dos-cents infants de la guarnició de Cadis (agafats dels Regiments de Saboya, Badajoz, Valladolid, Canàries i Espanya), junt amb vint-i-nou dracs del Regiment de Pavia, vuit oficials i les famílies canàries amb les que es va fundar la ciutat. El 1736 van arribar a Buenos Aires dos-cents catorze dracs i deu oficials, que al setembre van passar a la guarnició de Montevideo.
Al 20 de març del 1737, es va produir l'arribada des d'Espanya a l'Ensanada de Barragan, de quatre companyies amb dotze oficials, vint sergents i caps, i dos-cents vuit soldats en total del Regiment de Cantàbria. Després de participar en el setge de Colònia del Sacramento, al juliol es van situar a Montevideo. Aquestes es van fusionar el 1743 amb les quatre companyies amb cent vuitanta-quatre homes que formaven la tropa veterana de Buenos Aires. Les vuit companyies van ser conegudes com a Infanteria Antiga, constituint la guarnició fixa.
Junt amb el governador Pedro de Ceballos, a l'agost i novembre del 1756 van arribar a Buenos Aires cinc-cents seixanta-quatre soldats d'infanteria, amb vint-i-quatre sergents i dotze tambors. Els dracs eren tres-cents setanta, amb vint sergents i deu tambors. Els oficials eren dos tinents coronels, nou capitans, deu tinents, quatre subtinents, un capellà i dos cirurgians.
El 1764 es va formar a Espanya el Batalló d'infanteria de Buenos Aires, format per una companyia de granaders i set fusellers, que va embarcar al novembre del mateix any cap al Riu de la Plata. El 5 de febrer del 1765 es van embarcar a Espanya el Regiment d'Infanteria de Mallorca format per dos batallons amb mil dues-centes places, el primer batalló del Regiment d'Àfrica amb sis-centes places, i el segon batalló del Regiment de la Corona amb sis-centes places. El Regiment d'Àfrica va tornar a Espanya abans de finalitzar l'any i el de la Corona va realitzar una expedició a l'Alt Perú i el 1767 es va refundi en l'Assemblea d'Infanteria.
El 1766 van arribar a Buenos Aires tres companyies del Batalló de Santa Fe, creat originàriament per a la Nova Granada.
El febrer del 1771 va arribar a Montevideo el segon Batalló del Segon Regiment de Catalunya (conegut com a Batalló de Voluntaris de Catalunya), junt amb una companyia d'artillers. L'octubre del 1771 va ser creat el regiment de Dracs, format per soldats dels regiments de Mallorca i Catalunya, dels que la resta tornaria a Espanya el 1772. Un estat de forces de l'1 de febrer del 1772 senyala que el Regiment de Catalunya havia transferit dos-cents seixanta-un homes al Regiment d'Infanteria de Buenos Aires, cinquanta al de Dracs i nou a l'Assemblea d'Infanteria. El 2 de març del 1773 van arribar destacaments de Dracs del Rei i de Dracs de la Reina, vint-i-nou soldats del Regiment de Galícia, vint-i-cinc del Regiment de Burgos i destacaments dels regiments de Toledo i de la Corona, amb la finalitat d'aplegar les baixes de la guarnició fixa.
El novembre del 1774 va arribar a Buenos Aires el Regiment d'infanteria de Galícia (mil dues-centes places, trenta soldats destacats a les Malvines el 1775), que s'hi va quedar fins al 1778, quan va ser rellevat per les unitats que van quedar de la guarnició del Riu de la Plata arribades amb Ceballos: El Batalló número dos del Regiment de Saboya (amb cinc-cents cinquanta-set soldats de tropa) sota el comandament del tinent coronel Antonio Olaguer Feliu, quatre companyies del Cos de Dracs d'Almansa (amb dos-cents trenta-dos soldats de tropa, anomenats Dracs de l'Expedició i posteriorment Dracs de Montevideo), i quaranta-set artillers del Reial Cos d'Artilleria. Cent seixanta soldats del Regiment de Zamora van ser destinats a reforçar el fixe d'infanteria el 1778. El 1780 el Regiment de Saboya va abandonar Montevideo i va participar en l'expedició a l'Alt Perú, tornant a Espanya el 9 de febrer del 1782.

#### Expedició de Ceballos del 1776 i instauració del virregnat
El tinent general Pedro de Ceballos va ser nomenat virrei interí del Riu de la Plata i va sortir de Cadis el 13 de novembre del 1776 com a comandant general d'una gran flota destinada a expulsar els portuguesos de la regió del Rio Grande del Sud, Colònia del Sacramento i l'illa Santa Catalina.
El 22 de febrer del 1777 l'expedició va desembarcar tropes a l'illa Santa Catalina. Els portuguesos es van rendir al 5 de març. Aquests van ser enviats a Rio de Janeiro junt amb el governador de l'illa el 14 de març. Després de deixar una guarnició de catalans a l'illa sota el comandament del brigadier Joan Waughan i al tinent coronel Joan Roca com a governador, el 28 de març la flota es va dirigir a Rio Grande. Sense poder desembarcar pel clima, es van dirigir cap a Montevideo on van arribar el 20 d'abril del 1777. El 4 de juny es va rendir el governador portuguès de Colònia del Sacramento. Després d'avançar cap a la Fortalesa de Santa Teresa, el 4 de setembre Ceballos va ordenar el cessament de les hostilitats a conseqüència de l'acord entre les corones d'Espanya i Portugal. Vértiz va aconseguir que nou-cents trenta soldats i oficials de l'expedició es quedessin voluntàriament al Riu de la Plata, engreixant les unitats fixes. La resta va tornar a Espanya amb Ceballos el 1778.

#### En temps del virregnat
El 22 d'agost del 1778 va embarcar al port de Ferrol el Regiment d'Infanteria de Navarra amb mil cent vuitanta-vuit places per anar a Montevideo i Maldonado.
El març del 1784 van arribar a Montevideo dos batallons del Regiment d'Infanteria de Burgos procedents d'Espanya amb la missió de rellevar les tropes deixades per Ceballos. Aquest regiment va tornar a Espanya l'hivern del 1790 sense ser rellevat per noves unitats provinents d'Espanya. Una part d'aquest, va formar el tercer Batalló del Regiment d'Infanteria de Buenos Aires. Junt amb el Regiment d'Infanteria de Burgos van arribar tres-cents quaranta-set vagos reclutats per a engreixar els regiments fixes de Buenos Aires.
A Cadis funcionava la Bandera General d'Anèrica per al reclutament de voluntaris, però una reial cèdula del 1783 va autoritzar al virrei a crear una bandera de reclutament a La Corunya (Galícia) per a rebre voluntaris per als regiments d'Infanteria de Dracs de Buenos Aires. El 1802 els Dracs van tindre una altra bandera a Màlaga.
L'octubre del 1806 la guarnició de Buenos Aires tenia mil tres-cents vint-i-nou veterans, havent sigut remontats els cossos amb soldats criolls.

### Reforços espanyols a la ciutat assetjada de Montevideo
Després de produir-se la Revolució de Maig del 1810, Montevideo va quedar sota control realista fins al 1814, rebent reforços d'Estanya. Aquestes unitats van ser delmades (reduïdes) durant el setge, quedant-se fins a la rendició de la ciutat. Les seves restes, uns mil dos-cents, van ser conduïts presoners a Buenos Aires, i vuit-cents dels seus soldats es van incorporar a la força de l'Exèrcit Argentí per a ser enviats a Jujuy, on es van sublevar.
El 16 de febrer del 1812 va arribar a Montevideo el tercer Batalló del Regiment de Lleó amb quatre-centes places. El 1813 van arribar a Montevideo uns seixanta homes sobrevivents d'un naufragi que pertanyien al segon Batallo del Regiment d'Albuera, procedents de Santa Maria (Colòmbia). El maig del 1812, quatre companyies del Regiment de Voluntaris de Madrid, format per quatre-cents quaranta-set homes van ser embarcats per anar a Montevideo.
El 23 d'agost del 1813 va arribar a Montevideo una expedició que transportava entre dos mil dos-cents i dos mil quatre-cents homes, formada pel Regiment de Lorca (format per vuit-cents vint homes), el segon Batalló del Regiment d'Amèrica (format per vuit-cents cinquanta-dos homes), una companyia del Regiment de Voluntaris de Sevilla, un esquadró dels Granaders a Cavall de Galícia (o del IV Exèrcit, (format per cent trenta-quatre homes)) i un contingent d'artilleria (format per tres-cents homes).

### Regiment d'infanteria de Buenos Aires
La infanteria veterana estava representada pel Regiment d'infanteria de Buenos Aires, anomenat generalment Regiment Fixe de Buenos Aires. Estava majoritàriament conformat per espanyols, però els criolls igualment gaudien dels mateixos beneficis i privilegis que els soldats espanyols.
El desembre del 1768 va ser format pel governador Bucarelli el Batalló d'infanteria de Buenos Aires, amb les tropes corresponents a les vuit companyies i quatre piquets lliures fixes (de l'antiga tropa) de la província. Per la Reial ordre del 26 d'abril del 1771, efectiva l'1 d'abril del 1772, va ser creat el Regiment d'infanteria de Buenos Aires en fusionar-se el Batalló d'infanteria de Buenos Aires (anomenat modern) amb el Batalló d'infanteria antiga de Buenos Aires (anomenat antiga), i el Batalló de Santa Fe. Part del Regiment de Mallorca i dels Voluntaris de Catalunya es van integrar al nou regiment comptant amb un total efectiu de mil tres-centes setanta-set places.
El rei va enviar a Buenos Aires cent seixanta-un homes que van arribar l'abril del 1773 per a completar el regiment.
També va comptar amb guarnicions destacades a Montevideo, al Fort de Sant Miquel, a la Fortalesa de Santa Teresa, Còrdova, Santa Fe, Mandonado, Illes Malvines, Illa Martín García, Fort de Santa Tecla, i la costa Patagona. Tres companyies del regiment van concorres a la campanya contra Túpac Amaru II al 1781 i van quedar com a guarnició a Salta, Oruro, Potosí i Chuquisaca fins al 1805. El seu cap era un coronel i estava constituït generalment per dos batallons, el primer dels quals estava sota el comandament del coronel i el segon d'un tinent coronel, que al seu torn era subcamp del regiment. Cada batalló es componia de vuit companyies de fusellers i una de granaders. L'agost del 1789, El batalló fix va passar a tenir tres batallons formats per set companyies cadascuna, en formar-se el tercer batalló amb soldats del Regiment d'Infanteria de Burgos i del Segon Batalló del Regiment d'Infanteria d'Extremadura que es van quedar en tornar aquests cap a Espanya. Tenia un efectiu orgànic de dos mil seixanta-cinc homes, però l'agost del 1802 s'havia reduït a vuit-cents setanta-sis homes. El 1803 els comandants eren el coronel Fèlix de Iriarte, el tinent coronel Pedro De Arze i el tinent coronel José Ignacio de Merlos. El fusell i la baioneta eren les seves armes característiques.
El seu uniforme tenia casaca, jupa, mantellines blaves, volta i jupa encarnada, amb un botó blanc.

### Regiment de Dracs de Buenos Aires
La cavalleria veterana estava representada per dos cossos militars, els Blandengues i el Regiment de Dracs de Buenos Aires o Regiment fix de Cavalleria, que es dividia en quatre esquadrons, cadascun dels quals tenia tres companyies. El seu cap era un coronel, secundat per un tinent coronel, que era cap del segon esquadró i d'una de les seves companyies. Donat que podien combatre muntats o a peu, les seves armes eren la carrabina, la baioneta, l'espasa i la pistola.
El 1744 hi havia a Buenos Aires un cos de Dracs, format per vuit companyies amb setanta-set places cadascuna.
Creat com a Regiment Provisional de Dracs de Buenos Aires el 1770, va ser reorganitzat el 1772. Part del Regiment de Mallorca i dels Voluntaris de Catalunya es van integrar al nou regiment. El 1774 hi havia a Buenos Aires vuit companyies de Dracs amb 77 homes cadascuna, en total cinc-centes setze places. El 1803 el seu comandant era el brigadier José Ignacio de la Quintana, secundat pel coronel Manuel Gutiérrez i el sergent major coronel José María Calazeyte.
El seu uniforme tenia una casaca, capa i mantellines blaves, calçons, volta i jupa encarnada, amb una petita solapa a la jupa, i un botó daurat.

### Blandengues
Existien tres cossos de Blandengues independents entre si, cadascun dels quals era una unitat veterana.

#### Buenos Aires
El Cos de Blandengues de la Frontera de Buenos Aires va ser inicialment creat per a la defensa de la frontera contra els indígenes. El 1752, el Cabildo de Buenos Aires va crear tres companyies anomenades: Valerosa, situada entre Luján i la Guàrdia de Luján (Mercedes); La invencible per a Salto, i Atrevits per a la llacuna dels llops, situada després al Zanjón (Partit de Magdalena), posteriorment anomenat la Conqueridora. El 1779 van passar a Chascomús, Monte i a Rojas. El 1780, les sis companyies existents de noranta-quatre places cadascuna van ser agrupades en un cos, elevat a classe veterana mitjançant la Reial Ordre del 5 de juliol del 1784. El 1783 va ser establert a Ranchos. Les seves armes eren la carrabina, l'espasa o el sabre. Custodiaven la frontera de Buenos Aires, de quasi nou-cents quilòmetres en la que guarnien els sis forts i les guàrdies de la frontera (Fort de San Juan Bautista de Chascomús, Guàrdia de Nostra Senyora dels Ranchos, Guàrdia de San Miguel del Monte, Guardia de San José de Luján, Guàrdia de San Antonio del Salto i Guàrdia de San Francisco Rojas). Mentrestant, les milícies custodiaven els cinc fortins intermedis: Fortí de San Pedro de los Lobos, Fortí de San Lorenzo de Navarro, Fortí de San Claudio de Areco, Fortí de Nostra Senyora de Mercedes i Fortí de Nostra Senyora del Rosario de Melincué.
Cada companyia tenia un capità, un tinent, un alferes, quatre sergents, un tambor, vuit caps, dos baquians (terme americà utilitzat per a designar a una persona coneixedora dels camins i de la zona, és a dir, un Llogarrenc), i vuitanta-cinc soldats. El 1803 el sergent major comandant era el coronel de milícies Nicolás de la Quintana i el segon comandant el tinent coronel de milícies Antonio de Olavarria.
El seu uniforme constava d'una casaca curta blava, una volta, collarí, solapa i calçons encarnats, botó blanc amb un galó estret al collarí.

#### Santa Fe
Una unitat independent era la Companyia de Blandengues de la Frontera de Santa Fe que tenia els seus orígens en dues companyies milicianes de cinquanta homes creades en aquesta ciutat el 1726. Aquestes companyies es van mantenir fins que van ser reformades el 1799 pel virrei Arredondo, qui va ordenar forma a Santa Fe les dues companyies de Blandengues Provincials, una unitat veterana independent anomenada Companyia de Blandengues de la Frontera de Santa Fe, amb noranta-tres places, més un capità, un ajudant major, un tinent, un alferes, dos sergents, un tambor i quatre caps. L'uniforme era el mateix que el dels Blandengues de Buenos Aires.

#### Montevideo
Per reial ordre del 12 de maig del 1797, el rei Carles IV va aprovar la creació del Cos de Blandengues de la Frontera de Montevideo. El 23 de setembre del mateix any, va ser constituït el regiment, i és nomenat el 6 d'octubre el seu primer comandant, el sergent major Cayetano Ramírez de Arellano. Aquesta unitat es va constituir amb vuit companyies de cent places cadascuna, totes a càrrec d'un sergent major comandant.
El seu uniforme constava d'una casaca curta blava, calçons blaus, una volta, collarí, solapa i una jupa encarnada i botó daurat amb un galó estret al collarí.

### Real Cos d'Artilleria
L'artilleria veterana depenia del Reial Cos d'Artilleria (creat a Espanya el 1710). Només va tenir dues companyies de cent cinquanta cadascuna al virregnat, una al Fort de Buenos Aires i l'altra a Montevideo. Piquets d'aquestes companyies es trobaven a Maldonado, Colònia del Sacramento, Fortalesa de Santa Teresa, Fort de San Miguel i a la costa patagona. El 1803 el comandant general era el coronel Francisco Ordunya i l'ajudant major el tinent coronel Francisco Javier de Reyna. Depenien del Reial Cos d'Artilleria, les companyies milicianes que secundaven als veterans.
El 1796 va ser organitzada l'artilleria volant o a cavall (encara que es preferia la mula com a transport). Les bateries constaven de canyons de fins a un calibre de vuit lliures, i obusos de sis polzades. S'agrupaven en divisions de tren volant, generalment formades per quatre canyons i dos obusos. Existien també morters i pedrers.
El seu uniforme era el mateix que el del Reial Cos d'Artilleria d'Espanya.
A Buenos Aires i a Montevideo existien els Cossos Polítics de l'Artilleria, formats cadascun amb un auditor (també anomenats contralor a Amèrica llatina) (a Montevideo hi havia un ajudant d'auditor), un mosso de magatzem, un ajudant de mosso de magatzem i un mestre major de muntatges.

### Reial Cos d'Enginyers
No van existir tropes de l'arma d'enginyers al virregnat, però sí que hi havia oficials d'aquesta especialitat que integraven el Reial Cos d'Enginyers (creat a Espanya el 17 d'abril del 1711 quan ho va aprovar el rei). El tres de juliol del 1702 va arribar a Buenos Aires amb el governador Alonso Juan de Valdés, el primer enginyer militar del Riu de la Plata anomenat José Bermúdez de Castro. Al juny del 171 va arribar l'enginyer Domingo Petrarca amb el Governador Bruno Mauricio de Zalaba. Al morir el 1736 només va ser substituït al 1740 per l'enginyer Diego Cardozo del Espino. El 1731 existien només quatre oficials del cos en tot el virregnat del Perú (dos a Lima, un a Xile, i un a Buenos Aires). El 1768 el rei va promulgar l'Ordenança General de l'Exèrcit que va reorganitzar el Reial Cos d'Enginyers com una arma separada. Amb Ceballos van arribar onze enginyers el 1776.
El 28 de gener del 1803 Bernardo Lecocq va assumir la comandància d'enginyers del Riu de la Plata. Al moment de les invasions angleses hi havia al Riu de la Plata una secció formada per vuit enginyers depenent de la Direcció General d'Enginyers d'Espanya, la funció de la qual era projectar fortificacions i supervisar-ne la construcció. El comandant era un subinspector.

### Assemblea d'Infanteria
Aquest cos va ser creat El 1764; Estava format per un sergent major, quatre ajudants majors i un nombre de sergents, caps, pífans (instrument de corda similar a una flauta travessera que es va començar a utilitzar el 1515) i tambors, destinats a instruir a les milícies d'infanteria.

### Assemblea de cavalleria
Aquest cos va ser creat el 1764; Estava format per un sergent major, quatre ajudants majors i un nombre de sergents, caps, clarinets (instrument de corda similar a una flauta) i tambors, destinats a instruir a les milícies de cavalleria.

### Assemblea de Dracs
Va ser creada per Ceballos al 1766 en arribar dracs veterans d'Espanya per a instruir a les milícies de Dracs Provincials establertes aquell any. Va desaparèixer amb les reformes de Vértiz entre el 1778 i el 1779 en ser dissolt el cos de Dracs Provincials. Els seus efectius van passar al Regiment de Dracs i al Cos de Blandengues.

### Cos d'Invàlids
Existia també a Buenos Aires, el Cos d'Invàlids amb cinc-cents homes. Des d'abril del 1781 va ser instal·lat a Colònia del Sacramento, substituint als soldats del Regiment d'Infanteria de Buenos Aires. Eren considerats veterans tot i que en temps de pau estaven exempts del servei. Eren veterans mutilats, nascuts o casas al Riu de la Plata o que estaven impossibilitats per tornar a Espanya. El 1803 eren quatre-cents noranta-tres, contant oficials, sergents, caps i soldats, distribuïts a Buenos Aires i la seva frontera, Colònia, Montevideo i Maldonado, a càrrec d'un sergent major.

### Creació de les unitats fixes de Buenos Aires
A principis del 1771 la guarnició veterana de Buenos Aires tenia un total de tres mil cent cinquanta-un homes.
- Regiment d'Infanteria de Mallorca: 978 homes.
- Batalló de Catalunya: 406 homes.
- Batalló de Tropa Antiga de Buenos Aires: 526 homes.
- Batalló Modern de Buenos Aires: 424 homes.
- Batalló de Santa Fe: 166 homes.
- Regiment de Dracs: 507 homes.
- Companyia d'Artillers: 144 homes.

La reial ordre del 26 d'abril del 1771 va ordenar crear tres unitats veteranes fixes a la guarnició de Buenos Aires. Es va fer efectiva el 1773:
- Regiment d'infanteria de Buenos Aires: Creat per la fusió del Batalló de Tropa Antiga, el Batalló Modern de Buenos Aires i el Batalló de Santa Fe
- Regiment de Dracs de Buenos Aires: Creat per la fusió del Regiment d'Infanteria de Mallorca, el Batalló de Catalunya i un reforç arribat des d'Espanya.
- Companyia d'Artilleria de Buenos Aires: Creada amb els sobrants de la resta d'unitats i la Companyia d'Artillers.

## Comandància de Marina del Riu de la Plata
A causa de l'expedició de Juan Ignacio de Madariaga a les Illes Malvines, el 1769 es va disposar que una corbeta establerta a Montevideo relleves anualment a una altra a les Malvines, creant de fet una estació naval a Montevideo que a partir de l'1 d'abril del 1773 va quedar sota el comandament del capità del navili Juan Antonio Camino.
La Posta Naval de Montevideo va ser creat per reial ordre de Carles III del 9 d'agost del 1776. La seva jurisdicció comprenia la Conca del Plata i l'atlàntic sud. La reial ordre va disposar que amb base a Montevideo, dues regates de guerra es tornessin en la vigilància de les costes de les possessions espanyoles subjectes a la seva jurisdicció. El 26 de novembre del 1776 una reial cèdula va disposar que els vaixells procedents d'Espanya amb destí a l'oceà pacífic havien de ser registrats a Montevideo, rellevant d'aquesta funció a la Duana de Buenos Aires. El 2 de febrer del 1778 el capità de navili Gabriel Guerra va assumir la comandància de la Posta. El 12 d'octubre del 1778 el Reglament de Llibre del Comerç va habilitar al comerç als ports de Buenos Aires i Montevideo, traslladant-se a aquesta última del 10 de febrer del 1779 les funcions de la Duana de Buenos Aires. El 1781 es va crear el càrrec de comandant del resguart de Montevideo. L'1 de març del 1784 va assumir la comandància el capità de navili Francisco de Idiáquez Borja, que va morir el 5 de maig del 1785. Interinament exerceixen els capitans de fragata Santiago de Hezeta i per quatre dies Ramón de Clairac (des del 31 de maig del 1786 doncs estava a les Malvines, fins al quatre de juny del 1786 que ho va assumir el capità del navili Antonio Basurto).
El 22 de febrer del 1789 ho va assumir el capità del navili José de Orozco. El 18 d'abril del 1792 assumeix com a comandant el brigadier Antonio de Còrdova. El 3 de març del 1795 va arribar a Montevideo el nou comandant, el capità de navili José Adorno. L'11 de febrer del 1797 el brigadier José de Bustamante i Guerra va assumir com a governador polític i militar de Montevideo i comandant general dels Baixos al Riu de la Plata. L'11 de gener del 1804 va assumir el brigadier Pascual Ruiz Huidobro com a governador polític i militar, i comandant de al Posta. El febrer del 1807 el capità de navili Santiago de Liniers va assumir interinament com a Comandant de la Posta en estar Ruiz Huidobro presoner dels britànics, quedant el capità de fragata Joaquín Ruiz Huidobro al capdavant de l'estació naval de Montevideo.
Després que els caps de Montevideo rebutgessin el nomenament per Liniers del capità de navili Juan Ángel Michelena com a governador i comandant de La Posta, el 20 d'octubre del 1808 part dels oficials navals es van traslladar a Buenos Aires i foren recollits a Colònia pels místics Sant Felip i Conquesta. El capità de fragata Bernardo de Bonavía va quedar sota el comandament de la fracció de l'Armada a Montevideo nomenat per Elío. El 30 de juny del 1809 va arribar a Montevideo junt amb el virrei Cisneros el nou comandant de la Posta, el capità de navili José María Salazar. El gener del 1812 va assumir interinament la comandància el capità del navili Miguel de la Sierra. El 23 de juny del 1814 es va arriar la bandera espanyola a la Posta de Montevideo en rendir-se la ciutat, posant fi a la seva existència.
La Reial Armada Espanyola estava sota el comandament d'un comandant, secundat per un ajudant d'ordres, un ministre i dos capitans de port (un de Buenos Aires i l'altre de Montevideo). El comandant era: Cap de l'esquadra de la Reial Armada, comandant general de Marina, president de la Junta de Marina, inspector de la tropa de Marina de l'Escola Nàutica de matrícules, arsenal, preses i naufragis, comandant principal de correus marítims i la resta de branques navals. La posta principal de la flota i de la seu del comandant se situava a Montevideo. El comandant era ajudat per un assessor i un escrivà.
La Secretaria de la Comandància General de Marina estava a càrrec d'un ajudant de secretari, auxiliat per un pilot, un bombarder de brigada, un porter i un intèrpret de llengües.
La Majoria estava a càrrec d'un oficial d'ordres auxiliat per un escrivà.
La Junta de la Posta tenia com a president al comandant general, amb quatre vocals, un assessor i un secretari.
La Comandància militar de Matrícula de Montevideo tenia un comandant i un ajudant; el seu assessor i el seu escrivà eren els mateixos que els de la comandància.
El 1802 la flota estava formada per:
- Fragata Medea: de 40 canyons
- Corbeta Descoberta: de 20 canyons
- Corbeta Atrevida: de 20 canyons
- 21 llanxes canyoneres
- 4 llanxes obuseres

Per al servei fluvial i de la costa patagona s'utilitzaven:
- Bergantí Nostra Senyora del Carme i Ànimes
- Bergantí San Julián (Anomenat també Gálvez)
- Bergantí Nostra Senyora del Carme i Sant Antoni
- Bergantí Belén
- Dos falutxos i tres místics feien el servei de correus entre Colònia i Buenos Aires.[18]

## Partidaris de la Frontera
Els partidaris eren milicians a sou que cobrien de forma professional la defensa de les fronteres indígenes de la governació del Tucumán, heretades després per la Intendència de Salta del Tucumán i la Intendència de Còrdova del Tucumán. Formaven les guarnicions dels fots i fortins de la frontera del Gran Chaco i la del sud de Còrdova. La professionalització dels defensors de la frontera va ser establerta cap al 1740 pel governador tinent coronel Juan de Santiso i Moscoso, qui va crear l'impost de la branca de Sisa, que gravava el trànsit de mercaderies pels camins reials, per a pagar els sous dels partidaris.
El 1745 el governador Juan Alonso Espinosa dels Monteros va formar quatre companyies amb cinquanta partidaris cadascuna, quedant sota el comandament d'un mestre de camp. Una altra companyia va ser formada a la frontera de Còrdova. Aquesta última va sofrir reduccions fins a quedar només vint-i-quatre partidaris i els seus oficials el 1755.
El 1766 es va uniformar a la tropa i va ser destacat un piquet de dracs veterans per a instruir als partidaris i milicians als forts, que cap al 1770 va ser reduït a divuit homes al comandament d'un cap principal i d'un alferes.
La Companyia de partidaris de la Frontera de Còrdova, amb cent places nominals, estava basada en La Carlota. Utilitzaven l'uniforme dels blandengues de Buenos Aires i estava a càrrec d'un sergent major veterà que el 1803 era Simón de Gorordo.
Al 9 de febrer del 1803 el virrei va aprovar un reglament que reestructurava les forces. Es va crear la Companyia de Partidaris de la Frontera de Salta amb cent quaranta-dues places nominals, que incloïen tres sergents, sis caps i cent disset soldats partidaris, i quatre trompetes veteranes. Al capdavant de la companyia es trobaven un tinent i un alferes, comandants dels forts principals de Ledesma i San Bernardo. Totes les forces de la intendència van quedar sota el comandament del sergent major veterà, a la vegada que comandant de la Frontera. El setembre del 1803 els partidaris de les fronteres de Salta i de Jujuy eren cent vint-i-un, més un capellà per a cada frontera. Formaven una companyia el comandament del qual estava sota un tinent que també era comandant del Fort del Riu de la Vall, secundada per un alferes, comandant del Fort de Pizarro. A principis del 1804 la companyia es distribuïa així:
- Fort de Riu de la Vall: 1 tinent, 1 sergent, 1 cap i 40 soldats.
- Fort de Pizarro: 1 alferes, 2 caps i 40 soldats.
- Fort de San Luis de los Pitos: 1 sergent, 2 caps i 12 soldats.
- Fort de Ledesma: 1 sergent, 1 cap i 12 soldats.
- Fort de Santa Bárbara: 1 cap i 5 soldats.

El Fort de Riu de la Vall va ser després traslladat a San Bernardo, que junt amb el de San Luis custodiaven la frontera de Salta. Els de Ledesma i Santa Bàrbara custodiaven la de Jujuy i el de Pizarro la de San Ramón de la Nueva Orán.

## Milícies
Les milícies van arribar a estar distribuïdes per tot el virregnat; Al principi es van formar per a contenir els atacs indígenes en àrees de frontera. El 1590, una dècada després de la segona fundació de Buenos Aires, es van formar les primeres milícies del Riu de la Plata, integrades per:
- 1 Companyia de cavalleria
- 1 Companyia d'infanteria

### Milícies Guaranís
Per a defensar les missions jesuïtes dels atacs dels Bandeirants luso-brasilers i d'indígenes no reduïts, es van formar companyies de milícies als pobles guaranís que havien de mantenir-se permanentment. El 1636 el governador Pedro de Lugo i Navarra va autoritzar a les milícies guaranís a portar armes de foc, aconseguint-se el triomf contra els bandeirants a la batalla de Mbororé el 1641. El virrei del Perú va eximir als guaranís de la Mita el 1649 en reconeixement de la seva vigilància de les fronteres.
Aquestes milícies van ser utilitzades pels governadors en diversos conflictes, així com en les entrades del Chaco en persecucions dels Guaicures.
- El 1644, sis-cents indis guaranís van ser utilitzats pel governador Hinestroza en la seva lluita contra el bisbe Bernardino de Càrdenas.
- El 1649, quatre mil guaranís van ser utilitzats per a derrotar el bisbe Càrdenas. Aquell mateix any el virrei va confiscar i prohibir l'ús d'armes de foc pels guaranís.
- El 1652 van col·laborar en la lluita per a rebutjar als bandeirants que pretenien atacar Asunción.
- El 1676, quatre-cents milicians guaranís van participar en defensa dels pobles d'indis dependents de Villa Rica, atacats per bandeirants; els és restituït l'ús d'armes de foc.
- El 1680, tres mil tres-cents indígenes dels pobles del Riu Uruguai, cridats pel governador José de Garro, van cooperar el 3 d'agost en la presa de la recent fundada Colònia del Sacramento. La força sota el comandament del coronel Vera i Mujica estava integrada també per cent vint milicians de Buenos Aires, vuitanta de Corrientes i seixanta de Santa Fe.[20]
- El 1688 van tornar a col·laborar amb els paraguaians en contra dels bandeirants.
- El 1697, dos mil guaranís van ser enviats a Buenos Aires per l'arribada de flotes franceses.
- El 1700, dos mil guaranís van tornar a ser enviats a Buenos Aires davant del perill d'un atac danès.
- El 1702, dos mil guaranís sota el comandament del mestre de Camp Alejando Aguirre van vèncer als indígenes aliats dels portuguesos.
- El 1704, quatre mil guaranís concentrats a Santo Domingo Soriano, junt amb dos mil milicians de Santa Fe, Buenos Aires i Corrientes van col·laborar en la presa de Colònia del Sacramento.
- El 1724, dos mil milicians guaranís van ser mobilitzats per a lluitar contra la Revolució dels Comuners, essent derrotats a prop del riu Tebicuary. Després, el virrei va ordenar allistar a uns sis mil guaranís que no van entrar en combat.
- El 1732, set mil guaranís van ser mobilitzats en previsió d'una invasió comunera.
- El 1735, el governador de Buenos Aires, Bruno Mauricio de Zabala va recuperar el Paraguai amb l'ajuda de sis mil guaranís i cent dracs de Buenos Aires. Uns tres mil d'aquests guaranís van participar en la presa de Colònia del Sacramento.[21]
- El 1761 els corregidors de vint-i-cinc pobles de Misiones van respondre al governador Ceballos que comptaven amb vuit mil set-cents vint-i-un milicians amb escasses armes de foc. D'aquests, el poble de Santa Ana tenia mil cinquanta homes, el de San Borja amb tres-cents cinquanta i el de San Ignacio Miní amb dos-cents cinquanta.

### Guerra Guaranítica
Durant la Guerra Guaranítica el maig del 1754, el governador de Buenos Aires, José de Andonaegui, va crear dues companyies de milícies de cavalleria que es van dissoldre en finalitzar el conflicte.

### Milícies de Castes
Un informe del juliol del 1664 senyala que la guarnició de Buenos Aires tenia
- Una companyia de mulats de cavalleria de trenta homes.
- Una companyia de negres d'infanteria amb quaranta-set homes.

### Campanya de Buenos Aires
A la campanya de Buenos Aires, es van estructurar les milícies el 1762, dividides en mestries de camp:
| « | En precaució de la invasió dels indis, circulen dotze guardies que corren del sud al nord, i són Chascomús, els Ranchos, i Monte, els Lobos Navarro, Luján, Areco, el Salto, Rojas, Melinque i Mercedes de la Esquina. Resulta que cada Mestria de Camp, ha d'estar format per tres guàrdies, la latitud del sud al nord amb parades al corresponent front al Riu de la Plata, serà el tot de cada cantonada o territori de Mestries relacionades, essent sempre la delimitació col·lateral de les unes amb les altres el mateix dels curats que en si comprenen i poden distingir-se els noms del Mestre del camp del Sud, de l'Oest, del Nord i del Nord-oest | » |

| « | Quatre companyies, amb els noms de Cavalleria Provincial, formada per cent homes, quatre oficials que són: Capità, tinent, dos subtinents i cinc sergents, deu caps, i dos tambors. Amb elles guardaran la part de les seves Fronteres, entre cadascuna al servei viu en alteració per un mes o més segons s'adapti la seva circumstància, en la mesura que es trobi el seu sou, destinarà tres quartes parts al servei de les tres Guàrdies i la resta ho utilitzarà per a recórrer el seu comandament, perseguint vagues, facinerosos i auxiliant als alcaldes respectius quan només ho demanin al mateix intent o un altre equivalent | » |

.EAl 1763 Cervallso va utilitzar aquestes milícies per a col·laborar en la presa de Colònia del Sacramento, Santa Teresa i Rio Grande. Aquestes milícies eren:
- Set Companyies de Cavalleria dels partits de La Costa i Conchas, amb sis-cents noranta-cinc homes.
- Set Companyies de Cavalleria de Luján amb sis-cents trenta-dos homes
- Quatre Companyies de Cavalleria dels partits d'Arrecifes i Pergamino amb tres-cents vuitanta homes
- Tres Companyies de Cavalleria del Partit de La Matanza amb dos-cents vint homes.
- Tres Companyies de Cavalleria del Partit de Magdalenta amb dos-cents setanta-un homes.

### Milícies de Potosí
La Riquesa minera de Potosí va donar lloc a la formació de diversos cossos de milícies
- El Batalló de Veïns va ser creat el 1739 i transformat en Regiment de Veïns al 1767. Estava format per una companyia de granaders i de vuit fusellers. Tenia nou sergents Primers, disset sergents segons, setanta caps i quatre-cents vuitanta soldats. El 1781 van ser uniformats amb casaca, calçons, jaqueta i volta encarnats i botó de plata.
- La Companyia d'Artilleria de la Vil·la Imperial creada el 1780.
- El Batalló de Forasters organitzat amb el de Veïns, que fins al 1785 utilitzava un uniforme format per casaca, calçons blancs, xupa, volta i divisa encarnades, botó de plata i galó de plata al barret. El 1795 el rei va modificar el seu uniforme.
- La Companyia del Comerç de la Vil·la de Potosí va ser formada el 1791 i reglada el 1801.

El Cos de milícies del Gremi d'Azoguers de la Vil·la de Potosí (els azoguers són la gent que treballa a les mines i toquen materials com el mercuri) tenia cinc companyies de cinquanta places cadascuna, a càrrec d'un coronel, un tinent coronel i un sergent major. El seu uniforme data del 1795.

### Milícies Urbanes
El 1755 ja existia a Buenos Aires el Batalló de Voluntaris Espanyols, conegut com a Batalló de Forasters. Tenia nou companyies el 1762 i la seva missió era custodiar la ciutat quan la resta de tropes sortien de campanya. Altres batallons forasters van ser creats a Montevideo i Potosí i es formaven amb Espanyols.
El desembre del 1755 quan les tropes van sortir de campanya, el governador Andonaegui va crear a Buenos Aires el Batalló de Veïns format per quatre companyies de veïns de molts anys a la ciutat, cadascun amb un capità, un tinent, un subtinent, dos sergents majors, quatre sergents, quatre caps d'esquadra i noranta-quatre soldats, totalitzant quatre-cents cinquanta efectius de tropa. El seu uniforme era blau i plata amb divisa vermella. Estava afegit al Batalló de Forasters.

### Pla de milícies del 1765, reformes de Cevallos
Una reial instrucció del 28 de novembre del 1764 va manar establir les milícies provincials:
| « | Els governadors o corregidors de cada Província prendran una exacta raó de tots els Habitants d'aquesta, nobles, plebeus, Espanyols, mestissos i mulats; Amb expressió dels terrenys que ocupen, i segons el seu nombre i paratges formaran batallons o companyies soltes, a proporció del nombre de gent amb el que es fan | » |

Quan la població era suficient per a formar un regiment d'infanteria de milícies amb un o dos batallons, cadascun d'aquests tenia nou companyies de setanta-cinc soldats, cadascun a càrrec d'un capità, un tinent, un alferes i un porta-banderes. Els oficials eren el coronel, un tinent coronel (cap del segon batalló), un sergent major, dos ajudants, un major, un altre segon, un capellà i un tambor major.
El cos de cavalleria i dracs tenia cinquanta-quatre soldats per companyia, tres dels quals formaven un esquadró. El coronel manava el primer esquadró, el tinent coronel el segon, i el capità més antic el tercer. La jerarquia era encapçalada pel coronel, el tinent coronel i per falta d'ambdós el sergent major, seguit després del capità més antic.
Va ser enviat des d'Espanya el personal veterà necessari per a constituir les tres assemblees que instruirien a les milícies: Tres sergents majors, tres ajudants, vint-i-nou tinents i a més sergents i caps.
El 20 de novembre del 1764 Cevallos va ordenar al comandant de San Carlos l'organització de milícies a la vil·la, essent formades dues companyies de cinquanta-vuit homes cadascuna i tres oficials espanyols.
En compliment de la Reial Instrucció, el governador de Buenos Aires, Pedro de Cevallos, el 15 de desembre del 1765 va crear:
- El Regiment Provincial de Cavalleria de Buenos Aires: El comandant havia de ser un veí, el sergent major i l'ajudant major eren veterans. Es van formar vuit esquadrons amb vint-i-quatre companyies (dues d'elles de carabiners). Cada companyia tenia: Un capità (veí), dos tinents (un d'ells veterà), un alferes, tres sergents (un d'ells veterà), quatre caps (un veterà) i quaranta-tres soldats. El seu efectiu orgànic eren de mil dues-centes places, però no passava de mil en general.

El seu uniforme constava d'una casaca blava, volta, solapa, collarí encarnat, jupa, calçó blanc, i galó de plata al collarí i botó blanc.
- Regiment Provincial d'Infanteria de Buenos Aires, també conegut com a Batalló d'Espanyols de Buenos aires. Estava format per espanyols residents a la ciutat. Tenia vuit companyies de fusellers i una de granaders, totalitzant vuit-cents homes. Cada companyia tenia: Un capità, dos tinents, un subtinent, tres sergents, un tambor, sis caps primers, sis caps segons i setanta-quatre soldats (la companyia de granaders tenia seixanta-quatre soldats). La plana major del batalló tenia un comandant (veí de la ciutat, cap de la primera companyia), un ajudant major i un tambor major (ambdós veterans). En temps de guerra se li afegien un capellà i un cirurgià.

El seu uniforme constava de casaca blava, volta, solapa i collarí encarnat, jaqueta i calçons blanc, galó d'or al collarí, i botó daurat.
- El Cos de Castes no tenia instructors veterans ni quadres orgànics, eren empleats en serveis:
  - Cos de Negres Lliures de Buenos Aires: Tres companyies d'infanteria amb vint-i-set oficials i cent cinquanta soldats.
  - Cos d'Indis Guaranís de Buenos Aires: Sis companyies de cavalleria amb tres-cents homes en total.
  - Cos de Pardos de Buenos Aires: Vuit companyies de cavalleria amb un total de vint-i-quatre oficials i quatre-cents soldats.
  - Cos d'Indis Ladins de Buenos Aires: Sis companyies de cavalleria amb indígenes que parlaven castellà, amb un total de tres-cents homes.
- Companyia d'Artilleria Provincial de Buenos Aires: Amb dos tinents, dos alferes, quatre sergents, vuit caps, i vuitanta-vuit soldats. Tots milicians.
- Companyia de Mestria Provincial de Buenos Aires: Amb un capità, un tinent, un alfères, dos sergents, tres caps i cinquanta-cinc soldats. Tots milicians.

Un cop arribat el personal veterà de dracs amb el que es va constituir l'Assemblea de Dracs a principis del 1766, va crear el Cos de Dracs Provincials de Buenos Aires a la campanya.
Companyies de milícies van ser establertes a Magdalena, Matanza, Areco, Cañada Honda, Arrecifes i Pergamino.
El 14 de maig del 1763 el virrei del Perú va dictar el Pla de Milicies: El seu establiment i necessitat, que va establir les bases de les milícies en el virregnat, manant establir-les a Charcas i La Paz. El virrei del Perú, Manuel de Amat i Juniet, en compliment de la Reial Cèdula del 24 d'agost del 1765, va dictar un Reglament per a les Milícies del Perú el 31 d'agost del 1766. El reglament organitzava a tots els habitants en companyies milicianes integrades en batallons i regiments provincials.
Posteriorment, fins al 1771, van ser establerts altres cossos de milícies:
- Companyies de Montevideo: D'infanteria, formades per cent vuitanta comerciants.
- Companyies del camp de Montevideo: Amb sis-cents homes de cavalleria.
- Companyies de Santa Fe i la seva jurisdicció: Amb mil cinc-cents vint-i-quatre homes de cavalleria.
- Companyies de Corrientes: Amb cinc-cents homes de cavalleria.
- Companyies de Santo Domingo Soriano, Víboras i Rosario: Amb tres-cents homes de cavalleria.

### Pla de milícies del 1772
El 15 de març del 1772 ell governador de Buenos Aires, Juan José de Vértiz i Salcedor va efectuar modificacions a les milícies, entre elles, el Regiment Provincial de Cavalleria de Buenos Aires va passar a estructurar-se en quatre esquadrons amb un total de dotze companyies. L'edat mínima dels milicians es va establir als setze anys.

#### Milícies creades a la governació del Tucumán el 1772
El governador de Tucumán, Gerónimo Matorras, va crear nou unitats milicianes el 1772:
- Regiment de Noblesa de tota la Província, el coronel era el governador. Tenia a més un tinent coronel i un sergent major.
- Regiment d'Infanteria de Salta
- Regiment de Cavalleria de Cobos
- Regiment de Cavalleria de San Carlos
- Regiment de Córdova
- Regiment del Tío
- Regiment del Sauce
- Regiment de Traslasierra
- Regiment de San Miguel del Tucumán
- Regiment de Los Sotelos (a Tucumán)
- Regiment de Santiago del Estero
- Regiment de Jujuy.

### Creació del virregnat, les reformes de Vértiz
Després de crear-se el virregnat, el virrei Vértiz va disposar diverses modificacions, deixant organitzades les milícies que quasi no van variar-se en la seva organització fins al 1801.
- El 1779 va seleccionar personal de l'extingit Regiment Provincial de Cavalleria de Buenos Aires, de vint-i-quatre companyies, per a formar el Regiment de Cavalleria de Milícies de Buenos Aires, amb tres esquadrons de quatre companyies d'acord amb l'organització oficial de l'arma.
- El 1779 va transformar les Companyies de Montevideo al Batalló d'Infanteria de Milícies de Montevideo, amb vuit companyies de fusellers i una de granaders.
- El març del 1780, sobre la base del Batalló d'Espanyols de Buenos Aires es va crear el Regiment d'Infanteria de Milícies de Buenos Aires, amb dos batallons de nou companyies cadascuna.

#### Reglament de milícies del 1781
El 24 d'octubre del 1780 Vèrtiz va elevar al rei un reglament que considerava milicià a tot individu robust i disposat per al servei, sense excepció de cap persona d'una mateixa família, exceptuant el fill que mantingui a la mare vídua. El reglament va ser aprovat mitjançant una Reial Ordre del 15 de març del 1781. Els milicians van continuar essent separats per castes. La frontera de Buenos Aires va quedar sota el comandament d'un comandant, un subinspector de milícies i tres ajudants majors, basats a Luján, San Miguel del Monte i Salta.
- El 1781 sobre la base de les Companyies del Camp de Montevideo, va crear el Regiment de cavalleria de Milícies de Montevideo, amb quatre esquadrons de quatre companyies.
- Va crear el Cos de Dracs Provincials de Buenos Aires, els veterans (Assemblea de Dracs) que hi estaven integrats van passar al cos de Dracs i Blandengues.
- La Companyia d'Artilleria Provincial de Buenos Aires va elevar les seves places fins a cent soldats i va crear una altra companyia a Montevideo amb cent cinquanta soldats.
- Per la Reial Cèdula del 7 d'octubre del 1783, el Cos de Blandengues de la Frontera de Buenos Aires va passar a tenir sis companyies de cent homes cadascuna i el 3 de juliol del 1784 va passar a ser un cos de veterans.
- El 12 de maig del 1783 Vértiz va ordenar la reestructuració dels regiments de milícies de La Paz.
- Va organitzar també milícies de castes, mentre que en altres ciutats, especialment Santa Fe, Còrdoba i Corrientes, van ser organitzats regiments de mil´cies.
- Durant el seu govern, Vértiz va fer traslladar el Fort del Zanjón a Chascomús; Va fundar les guàrdies de San Miguel del Monte i de Rojas i va fer construir els fortins de Ranchos, Lobos, Navarro i Areco.

### Milícies existents sobre la dècada del 1780
- A Buenos Aires:
  - Regiment d'Infanteria de Milícies de Buenos Aires, amb 2 batallons amb 18 companyies.
  - Regiment de Cavalleria de Milícies de Buenos Aires, amb 4 esquadrons amb 12 companyies.
  - Companyia d'Artilleria Provincial de Buenos Aires.

- A Montevideo:
  - Batalló d'Infanteria de Milícies de Montevideo, amb 9 companyies.
  - Regiment de Cavalleria de Milícies de Montevideo, amb 4 esquadrons amb 12 companyies.
  - Companyia d'Artilleria Provincial de Montevideo.

- A la Campanya de Buenos Aires:
  - 45 companyies de Cavalleria, cadascuna sota el comandament d'un sergent major no veterà.

- A la ciutat de Còrdova:
  - Regiment de Cavalleria Provincial de Còrdova, amb 12 companyies, cadascuna de 150 espanyols.
  - Batallón de Pardos de Còrdova, amb 8 companyies de fusellers i una de granaders.

- Al districte de Sauce (partits de Riu Tercer i Calamuchita):
  - Regiment de Cavalleria.

- Al districte del Tío (Riu Segon i Fort de San Carlos del Tío):
  - Regiment de Cavalleria.

- Al districte de Riu Sec:
  - Dos Regiments de Cavalleria.

- A Mendoza:
  - Companyia d'Infanteria.
  - 15 companyies de Cavalleria.
  - Companyia d'Artilleria.

- A San Juan:
  - Companyia d'Infanteria.
  - 17 companyies de Cavalleria.

- A San Luis:
  - Companyia d'Infanteria.
  - 18 companyies de Cavalleria.

- A La Rioja:
  - 22 companyies de Cavalleria.

### Classificació de les milícies
La reial ordre del 22 d'agost del 1791 va establir la següent classificació:
- Milícies disciplinades o reglades: Aquelles que tenien una plana major veterana i una assemblea reglada amb el seu corresponent règim.
- Milícies urbanes: Les que no compleixen amb els requisits de les reglades. Corresponien a ciutats, vil·les i paratges poblats
- Milícies provincials: Corresponents a una província, de la qual no havien de sortir.

### Paraguai
Entre el 1778 i el 1881 el governador del Paraguai Pedro de Melo de Portugal, va crear tres regiments i diverses companyies lliures. El 1790 el governador intendent del Paraguai, Joaquín de Alós i Brú va organitzar les milícies d'aquesta província en quatre regiments, amb un total de dos mil vuit-cents vuitanta-quatre homes:
- Regiment de Dracs de QuyQuyhó: Després anomenat com a Tebicuary. Custodiava les guàrdies i presidis de: Lambaré, Antonio, Villeta, Angostura, Macaiprá, Ñundiay i Naranjay entre d'altres. Tenia a més la missió de cobrir el Chaco fins a quaranta llegues del riu Paraguai.
- Regiment de Dracs del Tapúa: Van ser fusionats junt amb l'anterior al 1798 i havien de guarnir els forts i fortins de costa avall i costa amunt d'Asunción. Tenia a més, com a missió, custodiar El Chaco fins a vint llegues del riu Paraguai.
- Regiment de Dracs d'Asunción: Situat a la capital, acompanyava el governador quan sortia d'aquesta.
- Regiment de Dracs de la Cordillera, de dotze companyies (estava distribuït entre les guàrdies de Manduvirá, Ypytá, Urundey-Yurú, Yacaví, Cuarepotí, Pedernal i Ycuamandiyú entre d'altres.

Tots estaven constituïts per quatre esquadrons i dotze companyies amb quaranta-quatre oficials, a excepció del d'Asunción, que només tenia tres esquadrons i nou companyies amb trenta-tres oficials. Cadascuna constava de seixanta-una places, a més de dos oficials, dos sergents i dos caps
Existia a més a Asunción un Batalló d'Infanteria amb cinc-centes seixanta-vuit places i una Companyia d'artilleria amb setanta.
Cap al 1779 hi havia onze forts i guàrdies amb artilleria a la costa alta del Riu Paraguai i tretze a la costa baixa, és a dir, al nord i al sud d'Asunción.

#### Intendència de Còrdova del Tucumán
En deixar el govern de la Intendència de Còrdova del Tucumán a finals del 1797, el governador Rafael de Sobremonte va escriure una memòria al seu successor en la que es poden veure les següents dades:
- Comandància de la Frontera de Còrdova: Amb seu al Fort de La Carlota, el seu comandant era el capità de cavalleria Simón de Gorordo. En la seva dependència, sobre el riu Cuarto, es trobaven els fortins de: Del Pilar, San Carlos, La Reducción, San Fernando, La Concepción i el Fort de Santa Catalina i el fortí de San Fernando.

A la frontera de San Luís es trobaven el fortí de San Rafael de Loboy, el Fort de l'Asunción i el de les Tunas i el fortí de Loreto. El Regiment de Milícies de Cavalleria del Sauce, a càrrec del comandant de La Carlota, es trobava distribuït entre els forts i fortins amb una companyia de cent homes. A més tenia companyies sota el comandament de dos sergents majors als partits de Riu Tercer i Calamuchita. El fort de San Rafel del Saladillo es trobava més al nord.
- El Regiment de Milícies de Cavalleria de Còrdova constava de dotze companyies de cinquanta homes cadascuna, repartides a la ciutat, les xacres properes, la falda de San Vicente i Riu Primer. El seu comandant era el sergent major Ambrosio Funes.
- El Batalló de Pardos amb vuit companyies de fusellers i una de granaders es trobava a la ciutat de Còrdova.
- El Regiment de Milícies de Cavalleria del Tio estava format per les companyies del Riu Segon Amunt, Riu Segon Avall. El seu comandant era el del fort de San Carlos del Tío a la frontera nord.
- El Regiment de Milícies de Cavalleria del Riu Sec als partits d'Ischilín i Tulumba.
- El Regiment de Traslasierra.

La majoria d'aquests regiments havien sét establerts pel virrei del Perú Manuel de Amat. Cap al 1797 el destacament de veterans del Regiment Fixe d'Infanteria de Buenos Aires que es trobava repartit a Còrdova, Mendoza i la Carolina s'havia retirat.
- La Comandància de la Frontera de Mendoza estava a càrrec del comandant d'armes de Mendoza Francisco de Amigorena, cap del Regiment de Milícies de Cavalleria de Mendoza, formades per quinze companyies de cavalleria, una companyia d'infanteria i una companyia d'artilleria. El Fort de San Carlos tenia un comandant amb vint-i-cinc soldats i vint-i-cinc milicians auxiliars del poble proper.
- El Regiment de Milícies de Cavalleria de San Juan comptava amb disset companyies de cavalleria i una d'infanteria. En la seva jurisdicció es trobaven les vil·les de Jáchal i de la Vall Fèrtil.
- El Regiment de Milícies de Cavalleria de La Rioja: Estava a càrrec del comandant d'armes i comptava amb vint-i-dues companyies de cavalleria. En la seva jurisdicció es trobava la vil·la de Guandacol.
- El Regiment de Milícies de Cavalleria de San Luis: A càrrec del comandant d'armes i de frontera constava divuit companyies de cavalleria. En la seva jurisdicció es trobaven les vil·les de Carolina i de Merlo.[31]

### Altres cossos de milícies
El 1790, el comandant general dels partits d'Entre Rios, Vicente Giménez, va reorganitzar les milícies d'aquest territori.
El 22 de gener del 1807 degut a la segona invasió anglesa al Riu de la Plata, dos-cents quaranta-un milicians de Gualeguay, Gualeguaychú i Concepción del Uruguai van partir cap a Montevideo al comandament de l'ajudant major José Pérez:
- Companyia de Concepción del Uruguai, cent vint-i-cinc homes sota el comandament del capità Joaquín Vilches
- Companyia de Gualeguaychú, quaranta-cinc homes sota el comandament del tinent Valentín José de Sopeña
- Companyia de Gualeguay, seixanta-vuit homes sota el comandament del capità Nicolàs Taborda.

Després se li va sumar la milícia de Nogoyá, que va arribar al campament del Perdido al 13 de febrer del 1807 i va ser destinat a l'estància del Rosario. Quan els britànics van ocupar Montevideo, les milícies d'Entre Rios van ser desplegades entorn de la ciutat per a tallar-li els subministraments.
El 1792 van ser reorganitzades les milícies de Santa Fe pel comandant de La Frontera de Santa Fe, Francisco Balcarce.

### Reglament de milícies disciplinades del 1801
Les milícies van ser organitzades a partir del Reglament per a les Milícies disciplinades d'Infanteria i Cavalleria del Virregnat de Buenos Aires, aprovat per Sa Majestat i manat observar inviolablement, aprovat per Reial Cèdula del 14 de gener del 1801, que comptava amb deu capítols, establint el deure de prendre les armes en defensa del Rei, de la religió i de la pàtria. Establia per a tots els homes hàbils d'entre 16 i 45 anys un servei militar no menor de deu anys i no major de vint, excepte per als que vulguessin continuar i si eren necessaris. La reial cèdula havia estat preparada pel subinspector general Marquès de Sobremonte. Els cossos milicians abraçats pel reglament van passar a tenir aforaments militars i incloïen alguns instructors veterans en les seves files. La resta d'unitats milicianes existents que no van ser previstes pel reglament van continuar en forma de milícies urbanes per a ser convocades en cas de necessitat.
- A Buenos Aires:[32]
  - Batalló de Voluntaris d'Infanteria de Buenos Aires: amb vuit companyies de fusilers i una de granaders, amb un total de sis-centes noranta-quatre places.
  - Companyia de granaders de Pardos lliures de Buenos Aires: amb cent places.
  - Companyia de granaders de Morenos lliures de Buenos Aires: amb seixanta places.
  - Regiment de Cavalleria de Voluntaris de Buenos Aires: amb quatre esquadrons de tres companyies de seixanta places cadascuna, amb un total de set-centes vint-i-quatre places.

- A Luján:
  - Regiment de Cavalleria de Voluntaris de la Frontera de Buenos Aires: amb quatre esquadrons de tres companyies cadascun i un total de mil dues-centes quatre places amb cent a cada Companyia.

- A la Campanya de Buenos Aires:
  - Cinc companyies independents a càrrec del comandant de la Frontera, distribuïdes en cinc fortins (fortí de Lobos, fortí de Navarro, fortí d'Areco, fortí Mercedes i fortí Melincué) i instruïdes pel Cos de Blandengues als sis forts on estava destacat.

- A la ciutat de Santa Fe:
  - Esquadró de Voluntaris de Santa Fe de la Veracruz: amb tres companyies de cent places cadascuna, amb un total de tres-centes una places.

- A Montevideo:
  - Batalló de Voluntaris d'Infanteria de Montevideo: amb vuit companyies de fusellers i una de granaders, amb un total de sis-centes noranta-quatre places. Era igual al de Buenos Aires.
  - Companyia de granaders de Pardos lliures de Montevideo: amb cent places.
  - Companyia de granaders de Morenos lliures de Montevideo: amb seixanta places.
  - Regiment de Cavalleria de Voluntaris de Montevideo: amb quatre esquadrons de tres companyies cadascun, i igual força que el de Buenos Aires, amb un total de set-centes vint-i-quatre places.[33]

- A Maldonado i les seves dependències:
  - Regiment de Voluntaris de Cavalleria de Maldonado: amb dos esquadrons de tres companyies de seixanta places cadascuna i un ajudant major veterà, amb un total de tres-centes seixanta-dues places.

- A Colònia del Sacramento i les seves dependències:
  - Regiment de Voluntaris de Cavalleria de la Colònia del Sacramento: amb dos esquadrons de tres companyies de seixanta places cadascuna, amb un total de tres-centes seixanta-dues places. Era igual al de Maldonado.

- A l'interior de la Banda Oriental, entre el Riu Negre, el Riu Yí i el rierol Cordobés:
  - Esquadró de Voluntaris del Riu Negre, Yí i Cordovès: amb tres companyies i un total de cent vuitanta places.

- A Corrientes i el seu districte:
  - Regiment de Voluntaris de Cavalleria de Corrientes: amb dos esquadrons, cadascun amb tres companyies de cents places cadascuna i un total de sis-centes places.[34]

- Al Paraguai, amb dos mil cinc-centes-sis places:
  - Regiment n.º 1 de Voluntaris de Cavalleria del Paraguai: amb quatre esquadrons de tres companyies cadascuna i un total de mil dues-centes places. Situat als forts de la costa del riu Paraguai al sud d'Asunción. Igual al de Luján.
  - Regiment n.º 2 de Voluntaris de Cavalleria del Paraguai: amb quatre esquadrons de tres companyies cadascuna i un total de mil dues-centes places. Situat als forts de la costa al nord d'Asunción. Igual al de Luján.

- A Còrdova:
  - Regiment de Voluntaris de Cavalleria de Còrdova: amb quatre esquadrons de tres companyies cadascuna i un total de mil dues-centes places. D'igual força que la de Luján. Es trobava a la frontera, distribuïda segons les necessitats.

- A la ciutat de Mendoza i el seu districte:
  - Regiment de Voluntaris de Cavalleria de Mendoza: amb dos esquadrons i un total de sis-centes places. Igual al de Corrientes.

- A la ciutat de San Luis:
  - Regiment de Voluntaris de Cavalleria de San Luis: amb dos esquadrons i un total de sis-centes places. Igual al de Corrientes.

- A Salta, Jujuy i la frontera del Chaco:
  - Regiment de Voluntaris de Cavalleria de Salta: amb quatre esquadrons i un total de mil dues-centes places. Igual al de Luján. Es trobava destacat a Salta i a Jujuy.

- A San Miguel de Tucumán:
  - Regiment de Voluntaris de Cavalleria de San Miguel del Tucumán: amb dos esquadrons amb un total de sis-centes places. Igual al de Corrientes.

- A Santiago del Estero:
  - Regiment de Voluntaris de Cavalleria de Santiago del Estero: amb dos esquadrons i un total de sis-centes places. Igual al de Corrientes.

Algunes unitats de l'Alt Perú van ser disciplinades pel reglament. Aquestes no tenien instructors veterans pel que eren considerades milícies provincials encara que gaudien d'aforament militar com les reglades.
- A Santa Cruz de la Sierra:
  - Batalló de Milícies Provincials de Santa Cruz de la Sierra: amb vuit companyies de cinquanta places cada una, amb un total de quatre-centes places.

- A Potosí:
  - Batalló de Milícies Provincials de Potosí, ex-Companyia del Comerç de la Vila de Potosí (autoanomenats Nobles del Comerç de Potosí): va ser formada amb comerciants Espanyols el 1791.[35]
  - Esquadró de Voluntaris de Cavalleria de Potosí: amb tres companyies de cent places cada una[36]

- A Cochabamba:
  - Regiment de Voluntaris de Cavalleria de Cochabamba o Regiment de Cavalleria de Milícies Provincials de Cochabamba: amb quatre esquadrons de tres companyies de cinquanta homes cadascun i un total de sis-centes places.

- A la Paz:
  - Batalló Provincial de Voluntaris d'Infanteria de La Paz: Amb vuit companyies de fusellers i una de granaders i un total de 450 places d'Espanyols.

- A Chuquisaca:
  - Companyia de granaders Provincials de Chuquisaca: amb cent places.

- A Tomina:
  - Regiment de Milicies Provincials de Voluntaris de Cavalleria de Tomina: amb la força que permeti l'allistament d'Espanyols, o reputats com a tals.

- A Cinti:
  - Regiment de Milícies Provincials de Voluntaris de Cavalleria de Cinti: amb la força que permeti l'allistament d'Espanyols, o reputats com a tals.[37]

- A Tarija:
  - Regiment de Milícies Provincials de Voluntaris de Cavalleria de Tarija: amb la força que permeti l'allistament d'Espanyols, o reputats com a tals.

Amb els blancs que no fossin espanyols es van crear companyies i esquadres anomenades d'Urbans del Comerç. El 1805 van formar un batalló amb sis companyies a Buenos Aires i probablement també a Montevideo.
El reglament va disciplinar a més nou companyies milicianes d'Artilleria.
Quadre de milícies d'artilleria reglades pel Reglament del 1801:
| Companyia                                                         | Localització             | Capità | Tinents | Subtinents | places |
| ----------------------------------------------------------------- | ------------------------ | ------ | ------- | ---------- | ------ |
| Companyia de Milícies d'Artilleria de Buenos Aires                | Buenos Aires             | 1      | 2       | 3          | 150    |
| 1.ª Companyia de Milícies d'Artilleria de Montevideo              | Montevideo               | 1      | 1       | 2          | 115    |
| 2.ª Companyia de Milícies d'Artilleria de Montevideo              | Montevideo               | 1      | 1       | 2          | 115    |
| Companyia de Milícies d'Artilleria de Maldonado                   | Maldonado                | 1      | 1       | 1          | 100    |
| Companyia de Milícies d'Artilleria de Colonia del Sacramento      | Colonia del Sacramento   | 1      | 1       | 1          | 80     |
| Companyia de Milícies d'Artilleria de Mendoza                     | Mendoza                  | 1      | 1       | 1          | 54     |
| Companyia de Milícies d'Artilleria de Potosí                      | Potosí                   | 1      | 1       | 1          | 62     |
| Companyia de Milícies d'Artilleria del Paraguai                   | Intendència del Paraguai | 1      | 1       | 1          | 50     |
| Companyia de Milícies d'Artilleria de Pardos lliures del Paraguai | Intendència del Paraguai | 1      | 1       | 1          | 50     |
| TOTAL                                                             | 9                        | 9      | 11      | 12         | 776    |

No van ser displinades les dues companyies de naturals d'artilleria existents a Montevideo.
- Companyia número 1 de Naturals d'Artilleria de Montevideo: Amb cent cinc places, més un capità (a càrrec de les dues companyies d'artilleria de naturals), un tinent i dos subtinents.
- Companyia número 2 de Naturals d'Artilleria de Montevideo: Amb cent cinc places, més un capità un tinent i dos subtinents.

El reglament atorgava al virrei la potestat per a crear nous cossos reglats o modificar els existents, donant compte al rei per a la seva aprovació. El virrei va crear l'Esquadró de Voluntaris de Cavalleria de la Frontera del Monticle Llarg, amb tres companyies d'igual força que la del Yí, el 1801 a causa de la guerra amb Portugal.

### Reorganització de les milícies d'artilleria el 1804 i el 1805
Una reial ordre del 29 d'abril del 1804 va manar que les onze companyies milicianes d'artilleria existents al virregnat es van reduir a quatre de cent places, cadascuna amb quatre caps primers, quatre caps segons i vuitanta-vuit artillers segons. Les unitats subsistents quedaven a Buenos Aires, Montevideo, Maldonado i Colònia del Sacramento, passant la resta a integrar unitats d'infanteria.
Una altra reial ordre del 5 de maig del 1805 va disposar restablir tres unitats d'artilleria milicianes, quedant així cinc companyies de cent homes cadascuna a Buenos Aires, Montevideo, Maldonado i Paraguai. Dues companyies de seixanta homes quedaven a Mendoza i Colònia del Sacramento. Tenien tres caps primers, cinc caps segons i cinquanta-dos artillers segons.
La dependència i instrucció seguia a càrrec del Reial Cos d'Artilleria.

## Expedició de Vértiz a la Banda Oriental i a Riu Grande el 1773
El 7 de novembre del 1773 el governador de Buenos Aires va sortir de campanya des de Montevideo per la frontera de la Banda Oriental amb el Brasil, portant les següents forces.
- Regiment d'Infanteria de Buenos Aires i Assemblea d'Infanteria (344 soldats)
- Regiment de Dracs de Buenos Aires (160 homes)
- Assemblea de Cavalleria (25 homes)
- Assemblea de Dracs (25 homes)
- Companyia d'Artillería (20 homes)
- Milícies de Cavalleria de Santa Fe i Blandengues de Santa Fe (200 homes)
- Milícies de Cavalleria de Corrientes (240 homes)

## Revolta de Túpac Amaru II
El 1781 el virrei Vértiz va enviar a l'Alt Perú una força militar per a col·laborar a sufocar la revolta de Túpac Amaru II. La força comandada pel coronel Ignacio Flores, nomenat president de Charcas, estava constituïda per cent cinquanta-quatre soldats d'infanteria i trenta-sis dracs veterans. Poc després va enviar el capità Sebastià Sànchez amb dos-cents veterans i després el comandant Cristóbal López amb dos-cents veterans, fins i tot la companyia de granaders del Segon Batalló del Regiment de Savoia. Tota la força es componia de sis-cents veterans, sota el comandament del brigadier José Sebastián de Segurola.
- Batalló número dos del Regiment de Saboya.
- Cos de Dracs d'Almansa.
- Regiment d'Infanteria de Buenos Aires.
- Regiment de Dracs de Buenos Aires.

El coronel José de Reseguín va partir de Montevideo el febrer del 1781 amb diversos oficials i va prendre el comandament de les forces a Jujuy el 13 de març del 1781. A més es van agregar contingents de milícies provincials de Buenos Aires, Tucumán i Santiago del Estero, amb uns mil homes.
Finalitzada la insurrecció, el 1783 la corona va destacar forces veteranes d'Espanya a Lima, Arequipa i Cusco, dos mil cinc-cents seixanta-un veterans del Regiment de Granaders de Soria i del Regiment d'Infanteria d'Extremadura. A finals del 1783 el Batalló número dos d'aquest últim va ser distribuït entre Salta (una companyia), Oruro (dues companyies), Potosí (una companyia), Chuquisaca (una companyia), Puno (una companyia) i La Paz (tres companyies). Van continuar fins al juliol del 1787 quan van passar a Buenos Aires i el 1790 van tornar a Espanya.